# Hospital João XXIII

O Hospital João XXIII é um hospital público estadual de pronto socorro em Belo Horizonte, da Fundação Hospitalar do Estado de Minas Gerais - FHEMIG, que operacionaliza o SUS Sistema Único de Saúde em seu nível estadual, realizando atendimentos de alta complexidade em urgência e emergência.
Está situada na área hospitalar (bairro Santa Efigênia), na avenida Professor Alfredo Balena, próximo à avenida Afonso Pena.

## O hospital
O Pronto Socorro, criado em 1973, antigo HPS dissidente da extinta FEAMUR - Fundação Estadual de Assistência Médica de Urgência, atua como centro de referência e excelência no atendimento a pacientes vítimas de politraumatismos, grandes queimaduras, intoxicações e situações clínicas e/ou cirúrgicas de risco de morte. Sendo hospital de urgência e emergência em Minas Gerais, são indicados para a instituição pacientes de toda a região metropolitana (às vezes até fora dela). Mais de 450 pessoas são atendidas diariamente.
O hospital também possui o Serviço de Apoio ao Trauma (SAT), uma sala específica para doentes de cirurgia geral ou cirurgia de trauma. Em 2000, foram atendidas 2.220 vítimas de arma de fogo e outras 1.015 de arma branca; em 2001, 2.200 de arma de fogo e 1.020 de arma branca; em 2002, 2.497 de arma de fogo e 1.108 de arma branca. Nos primeiros cinco meses deste ano, foram atendidas 1.196 vítimas de agressão por arma de fogo e 450 por arma branca.